# Amavisión
Amavisión es un canal de televisión local con base en Puerto Ayacucho, Estado Amazonas al sur de Venezuela. Transmite en la frecuencia del canal 7.
Fue fundado en 1983 y desde entonces ha estado bajo la tutela de la Vicariato Apostólico de Puerto Ayacucho dedicando su programación totalmente a la cultura y programas educativos orientados a las etnias indígenas de la zona. El Vicariato consideraba que los valores de las grandes cadenas nacionales deformaban la cultura indígena y por ello deciden abrir un canal para retratar la realidad de las comunidades indígenas.
Hoy su Director Técnico es Jorge Morillo. Entre los programas conocidos de planta son: Valores Amazonenses conducido por el cronista Pastor Santaella, "Día a Día" conducido por Jorge Morillo donde presenta noticias regionales en una emisión a la 1:00pm y una reposición a las 6:00pm, "Amazonas nos Duele" conducido por Carmen Aragua, siendo éste un espacio de opinión sobre el acontecer actual de Amazonas. Aunque no cuenta con una parrilla completa de programación muestra el apoyo y exaltación a los valores regionales.